# 周家坝镇
周家坝镇，是中华人民共和国甘肃省陇南市康县下辖的一个乡镇级行政单位。
2014年，甘肃省民政厅批复同意撤销豆坪乡，设立周家坝镇。

## 行政区划
周家坝镇下辖以下地区：
李坝村、豆坪村、祁山村、田能干村、李坪村、河口村、成山村、郭崖村、盐池村、王蔺村、砖沟村、上沟村、草坝村、李安村、草坪村、柏杨村、张赵村、安坪村、李山村、黑竹村、成沟村、西沟村和阴湾村。